# Latkovac
Latkovac (izvirno srbsko Латковац) je naselje v Srbiji, ki upravno spada pod Občino Aleksandrovac; slednja pa je del Rasinskega upravnega okraja.

## Demografija
V naselju živi 388 polnoletnih prebivalcev, pri čemer je njihova povprečna starost 42,6 let (42,3 pri moških in 42,9 pri ženskah). Naselje ima 139 gospodinjstev, pri čemer je povprečno število članov na gospodinjstvo 3,41.
|  |

| Demografija | Demografija     | Demografija     |
| Leto        | Št. prebivalcev | Št. prebivalcev |
| ----------- | --------------- | --------------- |
|             |                 |                 |
|             |                 |                 |
|             |                 |                 |
|             |                 |                 |
| 1948        | 724             |                 |
| 1953        | 780             |                 |
| 1961        | 775             |                 |
| 1971        | 756             |                 |
| 1981        | 674             |                 |
| 1991        | 574             | 551             |
| 2002        | 502             | 474             |
|             |                 |                 |

| Etnična sestava po popisu iz leta 2002 | Etnična sestava po popisu iz leta 2002 | Etnična sestava po popisu iz leta 2002 | Etnična sestava po popisu iz leta 2002 | Etnična sestava po popisu iz leta 2002 |
| -------------------------------------- | -------------------------------------- | -------------------------------------- | -------------------------------------- | -------------------------------------- |
| Srbi                                   | Srbi                                   |                                        | 469                                    | 98,94%                                 |
| Črnogorci                              | Črnogorci                              |                                        | 1                                      | 0,21%                                  |
| Slovenci                               | Slovenci                               |                                        | 1                                      | 0,21%                                  |
| Neznano                                | Neznano                                |                                        | 3                                      | 0,63%                                  |